# هيكتور رودريغيز (لاعب كرة سلة)
هيكتور رودريغيز (بالإسبانية: Héctor Rodríguez)‏ (4 فبراير 1952 - ) هو لاعب كرة سلة مكسيكي في مركز الوسط، شارك في الألعاب الأولمبية الصيفية 1976.

## وصلات خارجية
- هيكتور رودريغيز على موقع الاتحاد الدولي لكرة السلة (الإنجليزية)
- هيكتور رودريغيز على موقع كلية كرة السلة في سبورتس رفرنس.كوم (الإنجليزية)
- هيكتور رودريغيز على موقع سبورتس رفرنس (الإنجليزية)
- هيكتور رودريغيز على موقع أوليمبيديا (الإنجليزية)